# Atomic Winter
Atomic Winter är Destinys andra album. Det släpptes 1988 på både vinyl och CD på det tyska bolaget US Metal. Kerrang gav albumet betyget KKKK½.

## Låtlista
1. "Bermuda"
2. "Who Am I"
3. "Spellbreaker"
4. "Beware"
5. "Religion"
6. "The Extreme Unction"
7. "Dark Heroes”
8. "Living Dead"
9. "Atomic Winter"

## Sättning
- Sång: Zenny Gram (Hansson)
- Bas: Stefan Björnshög
- Gitarr: Floyd Konstantin
- Gitarr: Jörgen Pettersson
- Trummor: Peter Lundgren